# Lamberg (famiglia)

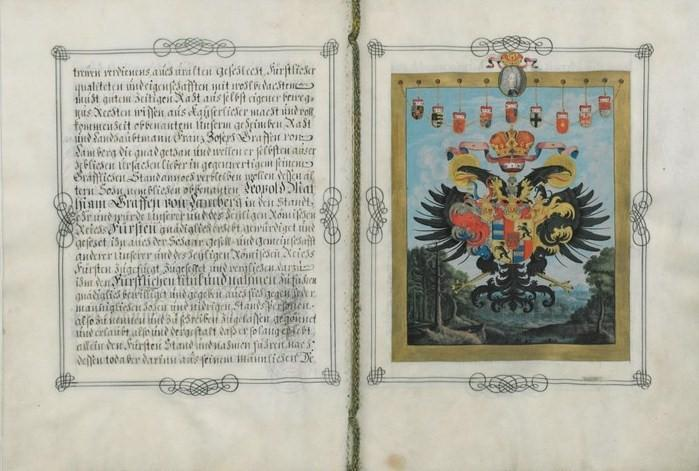
Diploma di principe imperiale.

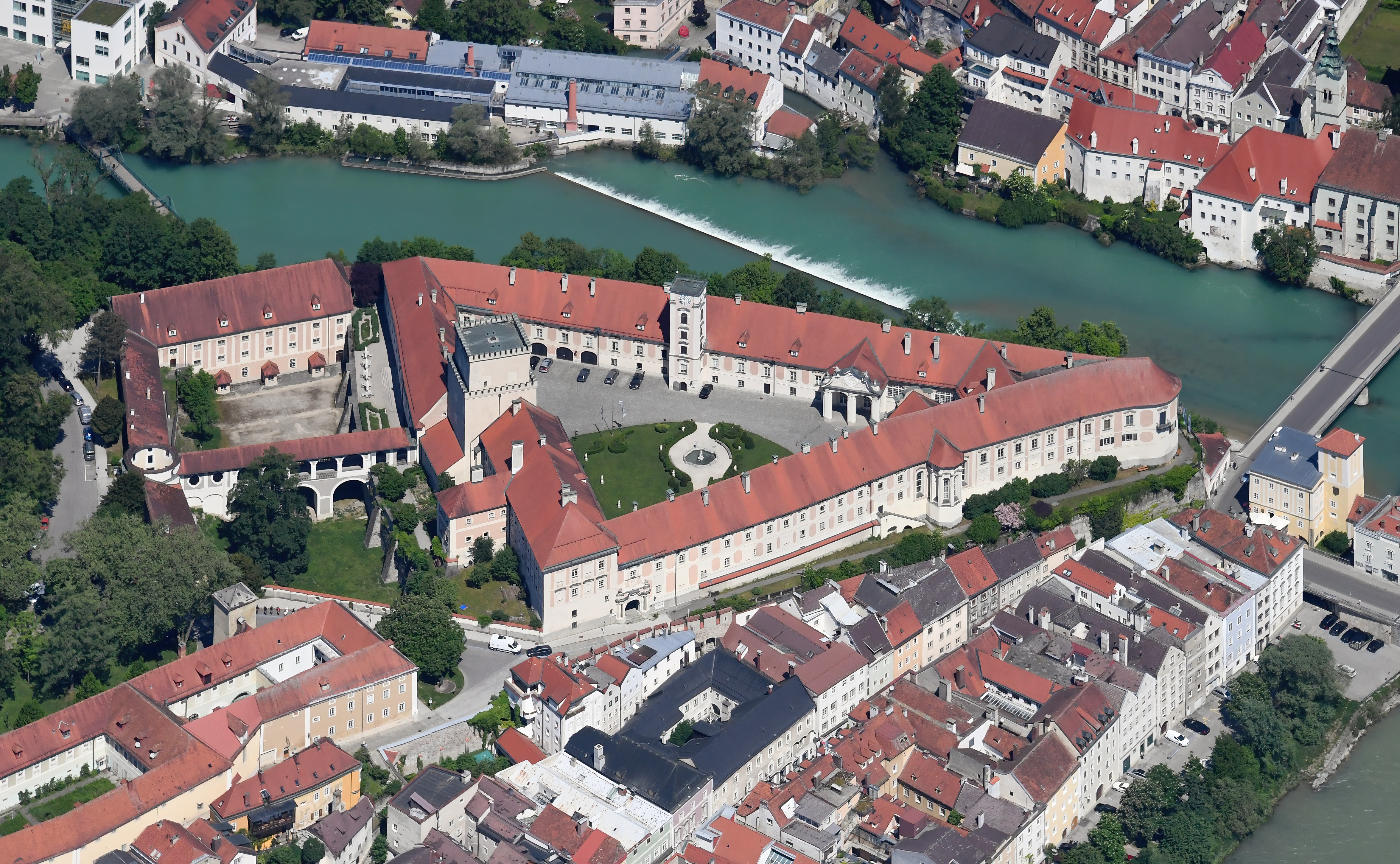
Castello di Lamberg.

Lamberg è il nome di una nobile famiglia appartenente all'antica nobiltà, ricca nella Carniola dal XIV secolo e divisa nella linea ormai estinta Rosenbühl e nella linea Ortenegg nel 1397. La famiglia è stata elevata a barone di stato nel 1544, di conte imperiale nel 1667 e di principe imperiale nel 1702 come langravi di Leuchtenberg. La dignità di principe imperiale passò alla linea bavarese della casata nel 1797, scaduta nel 1862. La linea Steyr era nell'Impero austro-ungarico fino al XX secolo come grandi proprietari terrieri.
Citati in un documento sin dal XIII secolo, i membri della dinastia di Lamberg furono attivi nella corte, nello stato e nel servizio militare della Casa d'Asburgo per generazioni e guadagnarono servizi come canonici, vescovi, arcivescovi o cardinali per la Chiesa cattolica romana.
La loro sede era nel castello di Lamberg, vicino a Steyr in Alta Austria, la prima capitale dell'allora Mark Steyer, da dove si espansero nella Carniola (l'odierna Slovenia). 
La vasta famiglia Lamberg era imparentata con numerose famiglie dell'alta nobiltà della Monarchia asburgica, come Althann, Breuner, Colloredo, Herberstein, Hoyos, Mensdorff-Pouilly, i conti di Merano, Harrach, Khevenhüller, Porcia, Starhemberg, Schwarzenberg, Thun-Hohenstein, Thurn, Trautson, Trauttmansdorff, Windisch-Graetz, Esterházy, Festetics de Tolna, Ursini von Blagay, nonché a famiglie tedesche come Fugger, Hohenzollern-Hechingen, Salm-Neuburg e Waldburg-Zeil.

## Principi di Lamberg (1707)
- 1707-1711 Leopold Matthias von Lamberg, I principe di Lamberg
- 1711-1712 Franz Joseph von Lamberg, II principe di Lamberg, padre del precedente
- 1712-1759 Franz Anton von Lamberg, III principe di Lamberg, figlio del precedente
- 1759-1797 Johann Nepomuk von Lamberg, IV principe di Lamberg, figlio del precedente
- 1797-1831 Carl Eugen von Lamberg, V principe di Lamberg, cugino del precedente
- 1831-1862 Gustav Joachim von Lamberg, VI principe di Lamberg, figlio del precedente

Johann Philipp von Lamberg, fratello del primo principe e cardinale, ottenne il titolo di principe di Lamberg ad personam.